# Ramoso
En botánica se dice ramoso en sentido amplio de todo lo que se ramifica y en sentido más estricto para denotar que la ramificación es abundante o densa.

## Hoja ramosa
En sentido especial se ha llamado hoja ramosa o pedálea aquella cuyo pecíolo emite bajo el limbo que lo termina, dos ramillas laterales, cada una con varios limbos, como en el eléboro, el dragoncillo y la Stevia pedata.